# Попова, Нина Михайловна (телеграфистка)
Нина Михайловна Попова (8 января 1928 — 11 мая 2016) — передовик советской телеграфной отрасли, Телеграфистка Астраханской телеграфно-телефонной станции Министерства связи СССР, Герой Социалистического Труда (1971).

## Биография
Родилась в 1928 году в городе Астрахани в русской семье.  
Трудиться начало рано, в годы Великой Отечественной войны. В 1943 году стала работать ученицей Астраханской телеграфной станции. Очень быстро познала профессию и стала высококвалифицированным специалистом. Возглавила бригаду телеграфистов аппаратного цеха. В бригаде трудилось 16 специалистов. 
На протяжении длительного времени бригада была лучшей в своей сфере. Не было ни одной жалобы от клиентов телеграфа. Бригаде было присвоено почётное звание "Бригада коммунистического труда". По итогам восьмой пятилетки бригада удерживала передовые позиции. Попова стала победителем социалистического соревнования среди работников Астраханской телеграфной станции.    
Указом Президиума Верховного Совета СССР от 4 мая 1971 года за получение высоких результатов в работе и за выдающиеся заслуги по развитию средств связи, телевидения и радиовещания Нине Михайловне Поповой было присвоено звание Героя Социалистического Труда с вручением ордена Ленина и медали «Серп и Молот». 
Продолжала и дальше трудиться на телеграфной станции.    
Проживала в городе Астрахани. Умерла 11 мая 2016 года.

## Награды
За трудовые успехи была удостоена:
- золотая звезда «Серп и Молот» (04.05.1971)
- орден Ленина (04.05.1971)
- Орден Знак Почёта (18.06.1966)
- Медаль "За трудовое отличие" (21.05.1954)
- другие медали.